# Othniel Charles Marsh
Othniel Charles Marsh (29. listopada 1831. – 18. ožujka 1899.) američki paleontolog.

## Ostavština
Marsh je dao nazive sljedećim dinosaurima: Allosaurus (1877.), Ammosaurus (1890.), Anchisaurus (1885.), Apatosaurus (1877.), Atlantosaurus (1877.), Barosaurus (1890.), Camptosaurus (1885.), Ceratops (1888.), Ceratosaurus (1884.), Claosaurus (1890.), Coelurus (1879.), Creosaurus (1878.), Diplodocus (1878.), Diracodon (1881.), Dryosaurus (1894.), Dryptosaurus (1877.), Labrosaurus (1896.), Laosaurus (1878.), Nanosaurus (1877.), Nodosaurus (1889.), Ornithomimus (1890.), Pleurocoelus (1891.), Priconodon (1888.), Stegosaurus (1877.), Torosaurus (1891.), Triceratops (1889.) i Tripriodon (1889.). 
Dao je nazive podredovima Ceratopsia (1890.), Ceratosauria (1884.), Ornithopoda (1881.), Stegosauria (1877.) i Theropoda. Također je imenovao porodice Allosauridae (1878.), Anchisauridae (1885.), Camptosauridae (1885.), Ceratopsidae (1890.), Ceratosauridae, Coeluridae, Diplodocidae (1884.), Dryptosauridae (1890.), Nodosauridae (1890.), Ornithomimidae (1890.), Plateosauridae (1895.) i Stegosauridae (1880.). Dao je nazive i mnogim induvidualnim vrstama dinosaura.